# Ctenus indicus
Ctenus indicus är en spindelart som beskrevs av Gravely 1931. Ctenus indicus ingår i släktet Ctenus och familjen Ctenidae. Inga underarter finns listade i Catalogue of Life.